# Киклиад
Киклиад (др.-греч. Κυκλιαδασ) — древнегреческий политический деятель, два раза занимавший должность стратега Ахейского союза (в 209—208 и 200—199 годах до н. э.). Являлся лидером промакедонской партии Ахейского союза.
Участвовал в Первой Македонской войне, вместе с Филиппом V из ахейской Димы вторгшись в Элиду, занятую римскими войсками Сульпиция Гальбы.
В 200 году до н. э. во время Второй Македонской войны отказался от предложения Филиппа занять Халкиду, Орей и Коринф ахейскими гарнизонами, чтобы Филипп с высвободившимися войсками мог вторгнуться в Лаконику для войны с Набисом, так как это могло привести к конфликту Ахейского союза с Римом.
В 198 году до н. э., когда к власти пришла проримская партия Аристена, был вынужден удалиться в изгнание к Филиппу. После поражения Македонии во Второй Македонской войне в 197 году до н. э. был послом Филиппа к Титу Квинкцию Фламинину.